# مسابقة المعهد الوطني للمعايير والتقنية لتصميم دالة تلبيد
مسابقة دوال التلبيد التابعة للمعهد الوطني للمعايير والتقنية كانت مسابقة مفتوحة نظمها المعهد الوطني الأمريكي للمعايير والتقنية لتطوير دالة تلبيد جديدة تُعرف بخوارزمية التلبيد الآمنة 3، والتي تُكمل خوارزميتي التلبيد القديمتين 1 و2. وقد أُعلن عن المسابقة وأطلقت رسميًا لأول مرة في السجل الفيدرالي الأمريكي في 2 نوفمبر (تشرين الثاني) 2007، ضمن مبادرة أطلقها المعهد الوطني للمعايير والتقنية لتطوير خوارزمية تلبيد إضافية واحدة أو أكثر من خلال مسابقة عامة، على غرار عملية تطوير معيار التشفير المتقدم. انتهت المسابقة في 2 أكتوبر (تشرين الأول) 2012، عندما أعلن المعهد الوطني للمعايير والتقنية أن خوارزمية كيتشاك ستكون هي خوارزمية التلبيد الآمنة 3 الجديدة. نُشرت دالة التلبيد الفائزة تحت اسم إف آي بي إس 202، "معيار خوارزمية التلبيد الآمنة 3"، والمُكملةً لمعيار التلبيد الآمن إف آي بي إس 180-4. ألهمت مسابقة دوال التجزئة التابعة للمعهد الوطني للمعايير والتقنية مسابقات أخرى مثل مسابقة تجزئة كلمات المرور.

## الجدول الزمني للمسابقة
كان الموعد النهائي لتقديم طلبات المُشاركة في مسابقة دوال التجزئة التابعة للمعهد الوطني للمعايير والتقنية هو 31 أكتوبر (تشرين الأول) 2008، ثُم نُشرت قائمة المرشحين المقبولين للجولة الأولى في 9 ديسمبر (كانون الأول) 2008. وفي أواخر فبراير (شباط) 2009، عقد المعهد الوطني للمعايير والتقنية مؤتمرًا عرض خلاله مقدمو الطلبات خوارزمياتهم، وناقش مسؤولو المعهد معايير تضييق نطاق المرشحين لخوض الجولة الثانية من المُسابقة. وفي 24 يوليو (تموز) 2009، نُشرت قائمة بأسماء المرشحين الأربعة عشر المقبولين للمُشاركة في خوض الجولة الثانية من المُسابقة، ثُم عقد المعهد الوطني للمعايير والتقنية مؤتمرًا آخر في يومي 23-24 أغسطس (آب) 2010 في جامعة كاليفورنيا بمدينة سانتا باربرا، حيث ناقش مرشحو الجولة الثانية خوارزمياتهم، ثُم أُعلن عن أسماء المرشحين لخوض الجولة الثالثة والنهائية من المُسابقة في 10 ديسمبر (كانون الأول) 2010. وفي 2 أكتوبر (تشرين الأول) 2012، أعلن المعهد الوطني للمعايير والتقنية عن فوز مشروع كيتشاك بالمُسابقة، وهو مشروع من ابتكار كل من غيدو بيرتوني، وجوان دايمن، وجيل فان آش من شركة إس تي للإلكترونيات الدقيقة، ومايكل بيترز من شركة إن إكس بي.

## المشاركون
اختار المعهد الوطني للمعايير والتقنية 51 مشاركة لخوض الجولة الأولى من مسابقة دوال التجزئة التابعة للمعهد الوطني للمعايير والتقنية، ومن بين هؤلاء المُشاركين تأهل 14 مُشاركًا إلى الجولة الثانية من المُسابقة، ثُم اختير منهم 5 مُشاركين فقط لخوض الجولة النهائية من المُسابقة. وفيما يلي قائمة غير كاملة بالمشاركات المعروفة في المُسابقة:

### الفائز
أُعلن المعهد الوطني للمعايير والتقنية في 2 أكتوبر (تشرين الأول) 2012 عن فوز مشروع كيتشاك بجائزة مسابقة دوال التجزئة التابعة للمعهد الوطني للمعايير والتقنية.

### المتأهلون للجولة النهائية
من بين الخوارزميات المُرشحة للجولة الثانية من مسابقة دوال التجزئة التابعة للمعهد الوطني للمعايير والتقنية لاختيار خوارزمية التلبيد الآمنة 3، اختار المعهد الوطني للمعايير والتقنية خمس خوارزميات للتأهل إلى الجولة الثالثة والنهائية من مسابقة دوال التجزئة التابعة للمعهد الوطني للمعايير والتقنية، وجاءت الخوارزميات الخمس المتأهلة على النحو التالي:
- خوارزمية بليك (ابتكرها أوماسون وآخرون)
- خوارزمية غروستل (ابتكرها نودسن وآخرون)
- خوارزمية جيه إتش (ابتكرها هونغجون وو)
- خوارزمية كيتشاك (ابتكرها فريق كيتشاك، دايمن وآخرون)
- خوارزمية سكين (ابتكرها شناير وآخرون)

أشار المعهد الوطني للمعايير والتقنية إلى بعض العوامل التي ساهمت في اختيار الخوارزميات المتأهلة عند إعلانه عن المتأهلين للنهائيات، وشملت هذه العوامل ما يلي:
- الأداء: إذ استُبعدت أو أوقفت بعض الخوارزميات بسبب متطلبات مساحة بوابة الأجهزة الكبيرة جدًا، وعلى ما يبدو أن المساحة المطلوبة حالت دون استخدامها في مساحة كبيرة جدًا من التطبيقات المحتملة.
- الأمان: "فضل المعهد الوطني للمعايير والتقنية التحفظ بشأن الأمان، وفي بعض الحالات استبعدت خوارزميات ذات أداء استثنائي بسبب وجود شيء ما فيها أثار قلق لجنة تقييم المعهد، على الرغم من عدم ظهور أي هجوم واضح ضد الخوارزمية الكاملة.
- التحليل: استبعد المعهد الوطني للمعايير والتقنية العديد من الخوارزميات نظرًا لحجم تعديلاتها في الجولة الثانية أو بسبب نقص نسبي في تحليل الشفرات المُبلّغ عنه، مما أثار الشكوك حول عدم اكتمال اختبار التصميم ونضجه بعد.
- التنوع: تضمنت الخوارزميات النهائية تلبيدات مبنية على أنماط تشغيل مختلفة، من بينها بناءات دالة حيفا ووظيفة الإسفنج، مع بنى داخلية مختلفة، مثل وجود خوارزميات مبنية على AES، وتقطيع البتات، وخوارزمية إكس أو بالتناوب مع الجمع.

وفي نهاية مرحلة التقييم، أصدر المعهد الوطني للمعايير والتقنية تقريرًا يشرح فيه معايير تقييم الخوارزميات الخاصة به كلًا على حدة.

### الخوارزميات غير المتأهلة إلى الجولة النهائية
إلى جانب الخوارزميات الحمس المتأهلة للجولة النهائية من المسابقة، اختار المعهد الوطني للمعايير والتقنية 9 خوارزميات تأهلت إلى الجولة الثانية من المُسابقة من بين خوارزميات 51 فريقًا مشاركًا قُبلت طلباتهم لخوض الجولة الأولى من مسابقة دوال التجزئة التابعة للمعهد الوطني للمعايير والتقنية. لم تصل هذه الخوارزميات التسع إلى الجولة النهائية من المُسابقة على الرغم من أن أيًّا منها لم يكن مُعطّلاً بشكل واضح، وجاءت هذه الخوارزميات كالتالي:
- خوارزمية بلوميدنايت ويش[15][16]
- خوارزمية كيوب هاش (ابتكرها فريق بيرنشتاين)
- خوارزمية إيتشو (ابتكرها فريق من الشركة الفرنسية للاتصالات)[17]
- خوارزمية فوغ (ابتكرها فريق من شركة آي بي إم)
- خوارزمية هامسي[18]
- خوارزمية لوفا[19]
- خوارزمية شابال[20]
- خوارزمية التلبيد الآمنة فايت 3[21]
- خوارزمية إس آي إم دي

### الخوارزميات غير المتأهلة إلى الجولة الثانية
قبل المعهد الوطني للمعايير والتقنية طلبات ترشح 51 خوارزمية للجولة الأولى من المسابقة، وقد تأهل من بين هذه الخوارزميات إلى الجولة الثانية سوى 14 خوارزمية فقط، بينما لم تتأهل الخوارزميات السبعة والثلاثين المُتبقية، والتي كان معظمها يعاني من بعض نقاط الضعف في مكونات التصميم، أو مشاكل في الأداء، ومن بين هذه الخوارزميات ما يلي:
- خوارزمية أريرانغ (فريق شركة سيست بالتعاون مع باحثين من جامعة كوريا)[22]
- خوارزمية شاي[23]
- خوارزمية كرانش[24]
- خوارزمية إف إس بي
- خوارزمية لين
- خوارزمية ليزامنتا[25]
- خوارزمية إم دي 6 (ابتكرها رايفيست وفريقه)
- خوارزمية ساندستورم (ابتكرها فريق مختبرات سانديا الوطنية)
- خوارزمية سارمال[26]
- خوارزمية سويفتكس
- خوارزمية تي آي بي 3[27]

### المشاركون الذين كانوا يعانون من نقاط ضعف جوهرية
رفض المعهد الوطني للمعايير والتقنية ترشيح بعض الخوارزميات المُشاركة في الجولة الأولى للتأهل إلى الجولة الثانية من المُسابقة بسبب وجود بعض نقاط الضعف الجوهرية في نظام التعمية المُستخدم، وجاءت هذه الخوارزميات على النحو التالي:
- خوارزمية أورورا (ابتكرها فريق من شركة سوني وجامعة ناغويا)[28][29]
- خوارزمية بلندر[30][31][32]
- خوارزمية تشيتاه[33][34]
- خوارزمية التلبيد الآمنة الديناميكية[35][36]
- خوارزمية التلبيد الدينماميكية الآمنة 2[37][38]
- خوارزمية إيكوه
- خوارزمية إيدون-آر[39][40]
- خوارزمية إنرابت[41][42]
- خوارزمية إيسنس[43][44]
- خوارزمية لاكس[45]
- خوارزمية التلبيد الآمنة إم سي إس[46][47]
- خوارزمية التلبيد الآمنة إن أيه
- خوارزمية سغيل[48][49]
- خوارزمية التلبيد الطيفي
- خوارزمية تويستر[50][51]
- خوارزمية فورتيكس[52][53]

### المشاركون المقبولون
استبعد المعهد الوطني للمعايير والتقنية المشاركين التاليين في الجولة الأولى رسميًا من المسابقة بعدما اعتبروا مُخالفين وفقًا للموقع الإلكتروني الرسمي للمرشحين في الجولة الأولى من المسابقة:
- خوارزمية أباكوس[54]
- خوارزمية بول[55][56]
- خوارزمية دي سي إتش[57]
- خوارزمية خيتشيدي-1[58]
- خوارزمية ميش هاش[59]
- خوارزمية شاماتا[60]
- خوارزمية ستريم هاش[61]
- خوارزمية تانغل[62]
- خوارزمية وام[63][64]
- خوارزمية ووترفول[65][66]

### المشاركون المرفوضون
رُفضت العديد من طلبات المشاركة التي تلقاها المعهد الوطني للمعايير والتقنية كمرشحين في الجولة الأولى من المسابقة، بعد مراجعة داخلية أجراها المعهد. بشكل عام، لم يُفصّل المعهد الوطني للمعايير والتقنية سبب رفض أيٍّ منها. كما لم يُقدّم المعهد الوطني للمعايير والتقنية قائمة شاملة بالخوارزميات المرفوضة؛ من المعروف أن هناك 13 خوارزمية رفض طلبها للمشاركة في الجولة الأولى من المسابقة، ولكن أسماء الخوارزميات التالية فقط هي المتاحة للعامة من بين الخوارزميات المرفوضة:
- خوارزمية هاش 2 إكس
- خوارزمية ماراكا[68][69]
- خوارزمية ميكسيت[70]
- خوارزمية إن كي إس 2 دي[71][72][73]
- خوارزمية بونيك[74][75]
- خوارزمية 2 كي كرايبت[76]